# Elezioni politiche in Italia del 1948 per circoscrizione (Camera dei deputati)
Le elezioni politiche italiane del 1948 nelle circoscrizioni della Camera dei deputati videro i seguenti risultati.

## Risultati

### Circoscrizione Torino-Novara-Vercelli
| Liste                                              | Voti      | %     | Seggi |
| -------------------------------------------------- | --------- | ----- | ----- |
| Democrazia Cristiana                               | 668 730   | 45,57 | 13    |
| Fronte Democratico Popolare                        | 530 083   | 36,12 | 10    |
| Unità Socialista                                   | 175 818   | 11,98 | 3     |
| Blocco Nazionale                                   | 32 755    | 2,23  | –     |
| Partito dei Contadini d'Italia                     | 15 410    | 1,05  | –     |
| Movimento Sociale Italiano                         | 12 865    | 0,88  | –     |
| Partito Nazionale Monarchico - Alleanza del Lavoro | 11 105    | 0,76  | –     |
| Partito Cristiano Sociale                          | 6 634     | 0,45  | –     |
| Partito Repubblicano Italiano                      | 6 490     | 0,44  | –     |
| Partito Demolaburista Italiano                     | 3 369     | 0,23  | –     |
| Movimento Nazionalista per la Democrazia Sociale   | 2 416     | 0,16  | –     |
| Concentrazione Nazionale Combattenti Uniti         | 1 245     | 0,08  | –     |
| Fronte degli Italiani                              | 521       | 0,04  | –     |
| Totale                                             | 1 467 441 | 100   | 26    |

### Circoscrizione Cuneo-Alessandria-Asti
| Liste                                              | Voti    | %     | Seggi |
| -------------------------------------------------- | ------- | ----- | ----- |
| Democrazia Cristiana                               | 447 620 | 51,87 | 9     |
| Fronte Democratico Popolare                        | 216 745 | 25,12 | 4     |
| Unità Socialista                                   | 91 980  | 10,66 | 2     |
| Partito dei Contadini d'Italia                     | 55 780  | 6,46  | 1     |
| Blocco Nazionale                                   | 29 407  | 3,41  | –     |
| Partito Indipendente dei Contadini                 | 6 733   | 0,78  | –     |
| Partito Nazionale Monarchico - Alleanza del Lavoro | 5 546   | 0,64  | –     |
| Movimento Sociale Italiano                         | 5 312   | 0,62  | –     |
| Partito Repubblicano Italiano                      | 2 940   | 0,34  | –     |
| Movimento Nazionalista per la Democrazia Sociale   | 828     | 0,10  | –     |
| Totale                                             | 862 891 | 100   | 16    |

### Circoscrizione Genova-Imperia-La Spezia-Savona
| Liste                                               | Voti    | %     | Seggi |
| --------------------------------------------------- | ------- | ----- | ----- |
| Democrazia Cristiana                                | 456 775 | 45,88 | 9     |
| Fronte Democratico Popolare                         | 388 912 | 39,07 | 8     |
| Unità Socialista                                    | 97 287  | 9,77  | 2     |
| Partito Repubblicano Italiano                       | 25 251  | 2,54  | –     |
| Blocco Nazionale                                    | 10 767  | 1,08  | –     |
| Movimento Sociale Italiano                          | 8 073   | 0,81  | –     |
| Partito Nazionale Monarchico - Alleanza del Lavoro  | 5 538   | 0,56  | –     |
| Associazione Nazionale Congiunti Dispersi di Guerra | 2 136   | 0,21  | –     |
| Concentrazione Nazionale Combattenti Uniti          | 802     | 0,08  | –     |
| Totale                                              | 995 541 | 100   | 19    |

### Circoscrizione Milano-Pavia
| Liste                                              | Voti      | %     | Seggi |
| -------------------------------------------------- | --------- | ----- | ----- |
| Democrazia Cristiana                               | 883 198   | 46,73 | 18    |
| Fronte Democratico Popolare                        | 710 975   | 37,62 | 14    |
| Unità Socialista                                   | 199 429   | 10,55 | 4     |
| Partito Repubblicano Italiano                      | 22 476    | 1,19  | –     |
| Movimento Sociale Italiano                         | 19 154    | 1,01  | –     |
| Blocco Nazionale                                   | 17 537    | 0,93  | –     |
| Partito Comunista Internazionalista                | 12 239    | 0,65  | –     |
| Partito Nazionale Monarchico - Alleanza del Lavoro | 11 970    | 0,63  | –     |
| Partito dei Contadini d'Italia                     | 6 054     | 0,32  | –     |
| Concentrazione Nazionale Combattenti Uniti         | 2 579     | 0,14  | –     |
| Blocco Popolare Unionista                          | 1 591     | 0,08  | –     |
| Unione Movimenti Federalisti                       | 1 169     | 0,06  | –     |
| Movimento Nazionalista per la Democrazia Sociale   | 969       | 0,05  | –     |
| Fronte degli Italiani                              | 782       | 0,04  | –     |
| Totale                                             | 1 890 122 | 100   | 36    |

### Circoscrizione Como-Sondrio-Varese
| Liste                                              | Voti    | %     | Seggi |
| -------------------------------------------------- | ------- | ----- | ----- |
| Democrazia Cristiana                               | 413 124 | 57,57 | 9     |
| Fronte Democratico Popolare                        | 185 258 | 25,82 | 4     |
| Unità Socialista                                   | 79 591  | 11,09 | 1     |
| Blocco Nazionale                                   | 8 570   | 1,19  | –     |
| Movimento Sociale Italiano                         | 8 193   | 1,14  | –     |
| Partito Repubblicano Italiano                      | 6 632   | 0,92  | –     |
| Partito Nazionale Monarchico - Alleanza del Lavoro | 5 700   | 0,79  | –     |
| Partito dei Contadini d'Italia                     | 4 795   | 0,67  | –     |
| Partito Comunista Internazionalista                | 3 866   | 0,54  | –     |
| Blocco Popolare Unionista                          | 1 301   | 0,18  | –     |
| Movimento Nazionalista per la Democrazia Sociale   | 603     | 0,08  | –     |
| Totale                                             | 717 633 | 100   | 14    |

### Circoscrizione Brescia-Bergamo
| Liste                                              | Voti    | %     | Seggi |
| -------------------------------------------------- | ------- | ----- | ----- |
| Democrazia Cristiana                               | 558 537 | 66,79 | 14    |
| Fronte Democratico Popolare                        | 183 416 | 21,93 | 4     |
| Unità Socialista                                   | 55 857  | 6,68  | 1     |
| Blocco Nazionale                                   | 11 423  | 1,37  | –     |
| Movimento Sociale Italiano                         | 10 451  | 1,25  | –     |
| Partito Nazionale Monarchico - Alleanza del Lavoro | 7 761   | 0,93  | –     |
| Partito Repubblicano Italiano                      | 5 371   | 0,64  | –     |
| Partito Demolaburista Italiano                     | 1 788   | 0,21  | –     |
| Partito dei Contadini d'Italia                     | 1 142   | 0,14  | –     |
| Movimento Nazionalista per la Democrazia Sociale   | 554     | 0,07  | –     |
| Totale                                             | 836 300 | 100   | 19    |

### Circoscrizione Mantova-Cremona
| Liste                                              | Voti    | %     | Seggi |
| -------------------------------------------------- | ------- | ----- | ----- |
| Fronte Democratico Popolare                        | 233 293 | 46,43 | 5     |
| Democrazia Cristiana                               | 217 868 | 43,36 | 5     |
| Unità Socialista                                   | 39 369  | 7,84  | –     |
| Blocco Nazionale                                   | 4 029   | 0,80  | –     |
| Movimento Sociale Italiano                         | 3 103   | 0,62  | –     |
| Partito Repubblicano Italiano                      | 2 425   | 0,48  | –     |
| Partito Nazionale Monarchico - Alleanza del Lavoro | 2 346   | 0,47  | –     |
| Totale                                             | 502 433 | 100   | 10    |

### Circoscrizione Trento-Bolzano
| Liste                       | Voti    | %     | Seggi |
| --------------------------- | ------- | ----- | ----- |
| Democrazia Cristiana        | 204 301 | 50,46 | 5     |
| PPST - PPTT                 | 124 243 | 30,69 | 3     |
| Fronte Democratico Popolare | 38 707  | 9,56  | –     |
| Unità Socialista            | 31 934  | 7,89  | 1     |
| Blocco Nazionale            | 5 668   | 1,40  | –     |
| Totale                      | 404 853 | 100   | 9     |

### Circoscrizione Verona-Padova-Vicenza-Rovigo
| Liste                                               | Voti      | %     | Seggi |
| --------------------------------------------------- | --------- | ----- | ----- |
| Democrazia Cristiana                                | 819 722   | 62,28 | 19    |
| Fronte Democratico Popolare                         | 314 402   | 23,89 | 7     |
| Unità Socialista                                    | 118 260   | 8,99  | 2     |
| Blocco Nazionale                                    | 23 239    | 1,77  | –     |
| Movimento Sociale Italiano                          | 15 447    | 1,17  | –     |
| Partito Nazionale Monarchico - Alleanza del Lavoro  | 5 999     | 0,46  | –     |
| Partito Repubblicano Italiano                       | 5 857     | 0,45  | –     |
| Blocco Popolare Unionista                           | 5 304     | 0,40  | –     |
| Partito Democratico Indipendente Pensionati         | 3 315     | 0,25  | –     |
| Raggruppamento Popolare Italiano                    | 2 191     | 0,17  | –     |
| Associazione Nazionale Congiunti Dispersi di Guerra | 1 571     | 0,12  | –     |
| Partito Esistenzialista Italiano                    | 816       | 0,06  | –     |
| Totale                                              | 1 316 123 | 100   | 28    |

### Circoscrizione Venezia-Treviso
| Liste                                              | Voti    | %     | Seggi |
| -------------------------------------------------- | ------- | ----- | ----- |
| Democrazia Cristiana                               | 427 387 | 57,29 | 10    |
| Fronte Democratico Popolare                        | 190 946 | 25,60 | 4     |
| Unità Socialista                                   | 82 874  | 11,11 | 2     |
| Blocco Nazionale                                   | 11 336  | 1,52  | –     |
| Partito Repubblicano Italiano                      | 10 708  | 1,44  | –     |
| Movimento Sociale Italiano                         | 8 973   | 1,20  | –     |
| Partito Cristiano Sociale                          | 6 871   | 0,92  | –     |
| Partito Nazionale Monarchico - Alleanza del Lavoro | 5 044   | 0,68  | –     |
| Concentrazione Nazionale Combattenti Uniti         | 1 225   | 0,16  | –     |
| Movimento Nazionalista per la Democrazia Sociale   | 659     | 0,09  | –     |
| Totale                                             | 746 023 | 100   | 16    |

### Circoscrizione Udine-Belluno-Gorizia-Pordenone
| Liste                                              | Voti    | %     | Seggi |
| -------------------------------------------------- | ------- | ----- | ----- |
| Democrazia Cristiana                               | 397 471 | 57,78 | 9     |
| Fronte Democratico Popolare                        | 144 679 | 21,03 | 3     |
| Unità Socialista                                   | 97 181  | 14,13 | 2     |
| Blocco Nazionale                                   | 15 626  | 2,27  | –     |
| Movimento Sociale Italiano                         | 8 938   | 1,30  | –     |
| Partito Repubblicano Italiano                      | 6 891   | 1,00  | –     |
| Partito Cristiano Sociale                          | 6 197   | 0,90  | –     |
| Blocco Popolare Unionista                          | 4 810   | 0,70  | –     |
| Partito Nazionale Monarchico - Alleanza del Lavoro | 4 740   | 0,69  | –     |
| Unione Movimenti Federalisti                       | 792     | 0,12  | –     |
| Concentrazione Nazionale Combattenti Uniti         | 581     | 0,08  | –     |
| Totale                                             | 687 906 | 100   | 14    |

### Circoscrizione Bologna-Ferrara-Ravenna-Forlì
| Liste                                              | Voti      | %     | Seggi |
| -------------------------------------------------- | --------- | ----- | ----- |
| Fronte Democratico Popolare                        | 627 609   | 52,00 | 13    |
| Democrazia Cristiana                               | 356 654   | 29,55 | 7     |
| Unità Socialista                                   | 101 312   | 8,39  | 2     |
| Partito Repubblicano Italiano                      | 95 065    | 7,88  | –     |
| Movimento Sociale Italiano                         | 11 394    | 0,94  | –     |
| Blocco Nazionale                                   | 10 698    | 0,89  | –     |
| Partito Nazionale Monarchico - Alleanza del Lavoro | 4 125     | 0,34  | –     |
| Totale                                             | 1 206 857 | 100   | 22    |

### Circoscrizione Parma-Modena-Piacenza-Reggio nell'Emilia
| Liste                                            | Voti    | %     | Seggi |
| ------------------------------------------------ | ------- | ----- | ----- |
| Fronte Democratico Popolare                      | 498 890 | 50,34 | 10    |
| Democrazia Cristiana                             | 368 464 | 37,18 | 7     |
| Unità Socialista                                 | 95 654  | 9,65  | 2     |
| Partito Repubblicano Italiano                    | 8 098   | 0,82  | –     |
| Blocco Nazionale                                 | 6 843   | 0,69  | –     |
| Movimento Sociale Italiano                       | 5 017   | 0,51  | –     |
| Partito Cristiano Sociale                        | 4 572   | 0,46  | –     |
| Partito Comunista Internazionalista              | 2 848   | 0,29  | –     |
| Movimento Nazionalista per la Democrazia Sociale | 708     | 0,07  | –     |
| Totale                                           | 991 094 | 100   | 19    |

### Circoscrizione Firenze-Pistoia
| Liste                                              | Voti    | %     | Seggi |
| -------------------------------------------------- | ------- | ----- | ----- |
| Fronte Democratico Popolare                        | 363 671 | 49,24 | 7     |
| Democrazia Cristiana                               | 297 012 | 40,21 | 6     |
| Unità Socialista                                   | 45 279  | 6,13  | –     |
| Partito Repubblicano Italiano                      | 9 834   | 1,33  | –     |
| Blocco Nazionale                                   | 9 530   | 1,29  | –     |
| Movimento Sociale Italiano                         | 7 081   | 0,96  | –     |
| Partito Nazionale Monarchico - Alleanza del Lavoro | 2 426   | 0,33  | –     |
| Partito Cristiano Sociale                          | 2 192   | 0,30  | –     |
| Concentrazione Nazionale Combattenti Uniti         | 605     | 0,08  | –     |
| Partito dei Contadini d'Italia                     | 584     | 0,08  | –     |
| Movimento Nazionalista per la Democrazia Sociale   | 380     | 0,05  | –     |
| Totale                                             | 738 594 | 100   | 13    |

### Circoscrizione Pisa-Livorno-Lucca-Massa Carrara
| Liste                                              | Voti    | %     | Seggi |
| -------------------------------------------------- | ------- | ----- | ----- |
| Democrazia Cristiana                               | 313 142 | 43,08 | 7     |
| Fronte Democratico Popolare                        | 305 300 | 42,00 | 7     |
| Partito Repubblicano Italiano                      | 40 284  | 5,54  | –     |
| Unità Socialista                                   | 40 238  | 5,54  | –     |
| Movimento Sociale Italiano                         | 9 849   | 1,35  | –     |
| Blocco Nazionale                                   | 6 634   | 0,91  | –     |
| Partito Cristiano Sociale                          | 4 606   | 0,63  | –     |
| Partito Nazionale Monarchico - Alleanza del Lavoro | 2 958   | 0,41  | –     |
| Blocco Popolare Unionista                          | 2 543   | 0,35  | –     |
| Partito dei Contadini d'Italia                     | 788     | 0,11  | –     |
| Movimento Nazionalista per la Democrazia Sociale   | 576     | 0,08  | –     |
| Totale                                             | 726 918 | 100   | 14    |

### Circoscrizione Siena-Arezzo-Grosseto
| Liste                                              | Voti    | %     | Seggi |
| -------------------------------------------------- | ------- | ----- | ----- |
| Fronte Democratico Popolare                        | 277 532 | 55,14 | 6     |
| Democrazia Cristiana                               | 157 897 | 31,37 | 3     |
| Unità Socialista                                   | 26 788  | 5,32  | –     |
| Partito Repubblicano Italiano                      | 21 625  | 4,30  | –     |
| Partito Cristiano Sociale                          | 7 093   | 1,41  | –     |
| Movimento Sociale Italiano                         | 5 410   | 1,07  | –     |
| Blocco Nazionale                                   | 5 048   | 1,00  | –     |
| Partito Nazionale Monarchico - Alleanza del Lavoro | 1 920   | 0,38  | –     |
| Totale                                             | 503 313 | 100   | 9     |

### Circoscrizione Ancona-Pesaro-Macerata-Ascoli Piceno
| Liste                                              | Voti    | %     | Seggi |
| -------------------------------------------------- | ------- | ----- | ----- |
| Democrazia Cristiana                               | 370 978 | 46,72 | 9     |
| Fronte Democratico Popolare                        | 271 258 | 34,16 | 6     |
| Partito Repubblicano Italiano                      | 71 230  | 8,97  | 1     |
| Unità Socialista                                   | 48 947  | 6,16  | 1     |
| Blocco Nazionale                                   | 11 179  | 1,41  | –     |
| Movimento Sociale Italiano                         | 9 892   | 1,25  | –     |
| Partito Cristiano Sociale                          | 5 233   | 0,66  | –     |
| Partito Nazionale Monarchico - Alleanza del Lavoro | 3 547   | 0,45  | –     |
| Partito dei Contadini d'Italia                     | 1 742   | 0,22  | –     |
| Totale                                             | 794 006 | 100   | 17    |

### Circoscrizione Perugia-Terni-Rieti
| Liste                                              | Voti    | %     | Seggi |
| -------------------------------------------------- | ------- | ----- | ----- |
| Fronte Democratico Popolare                        | 246 850 | 43,88 | 6     |
| Democrazia Cristiana                               | 219 320 | 38,98 | 5     |
| Partito Repubblicano Italiano                      | 32 125  | 5,71  | –     |
| Unità Socialista                                   | 30 382  | 5,40  | –     |
| Movimento Sociale Italiano                         | 15 485  | 2,75  | –     |
| Blocco Nazionale                                   | 9 667   | 1,72  | –     |
| Partito Nazionale Monarchico - Alleanza del Lavoro | 4 345   | 0,77  | –     |
| Partito dei Contadini d'Italia                     | 2 273   | 0,40  | –     |
| Fronte degli Italiani                              | 1 389   | 0,25  | –     |
| Movimento Nazionalista per la Democrazia Sociale   | 747     | 0,13  | –     |
| Totale                                             | 562 583 | 100   | 11    |

### Circoscrizione Roma-Viterbo-Latina-Frosinone
| Liste                                                 | Voti      | %     | Seggi |
| ----------------------------------------------------- | --------- | ----- | ----- |
| Democrazia Cristiana                                  | 859 077   | 51,86 | 20    |
| Fronte Democratico Popolare                           | 450 593   | 27,20 | 10    |
| Partito Repubblicano Italiano                         | 108 601   | 6,56  | 2     |
| Movimento Sociale Italiano                            | 73 269    | 4,42  | 1     |
| Unità Socialista                                      | 66 410    | 4,01  | 1     |
| Blocco Nazionale                                      | 40 317    | 2,43  | –     |
| Partito Nazionale Monarchico - Alleanza del Lavoro    | 36 276    | 2,19  | –     |
| Movimento Nazionalista per la Democrazia Sociale      | 4 674     | 0,28  | –     |
| Partito Cristiano Sociale                             | 4 624     | 0,28  | –     |
| Concentrazione Nazionale per la Democrazia Socialista | 2 046     | 0,12  | –     |
| Blocco Popolare Unionista                             | 1 999     | 0,12  | –     |
| Gruppo Politico La Destra                             | 1 470     | 0,09  | –     |
| Partito dei Contadini d'Italia                        | 1 175     | 0,07  | –     |
| Fronte Nazionale Progressista                         | 1 038     | 0,06  | –     |
| Fronte degli Italiani                                 | 990       | 0,06  | –     |
| Partito Demolaburista Italiano                        | 799       | 0,05  | –     |
| Partito Mazziniano Italiano                           | 668       | 0,04  | –     |
| Fronte Unico Anticomunista - Risveglio Nazionale      | 647       | 0,04  | –     |
| Concentrazione Nazionale Combattenti Uniti            | 624       | 0,04  | –     |
| Movimento Italiano Federazione Europea                | 470       | 0,03  | –     |
| Unione Movimenti Federalisti                          | 425       | 0,03  | –     |
| Unione Nazionale                                      | 274       | 0,02  | –     |
| Totale                                                | 1 656 466 | 100   | 34    |

### Circoscrizione L'Aquila-Pescara-Chieti-Teramo
| Liste                                              | Voti    | %     | Seggi |
| -------------------------------------------------- | ------- | ----- | ----- |
| Democrazia Cristiana                               | 364 444 | 53,69 | 10    |
| Fronte Democratico Popolare                        | 181 813 | 26,79 | 5     |
| Unità Socialista                                   | 36 905  | 5,44  | 1     |
| Blocco Nazionale                                   | 35 081  | 5,17  | –     |
| Partito Repubblicano Italiano                      | 27 444  | 4,04  | –     |
| Movimento Sociale Italiano                         | 17 576  | 2,59  | –     |
| Partito Nazionale Monarchico - Alleanza del Lavoro | 8 991   | 1,32  | –     |
| Partito Cristiano Sociale                          | 4 113   | 0,61  | –     |
| Blocco Popolare Unionista                          | 1 677   | 0,25  | –     |
| Movimento Nazionalista per la Democrazia Sociale   | 708     | 0,10  | –     |
| Totale                                             | 678 752 | 100   | 16    |

### Circoscrizione Campobasso-Isernia
| Liste                                              | Voti    | %     | Seggi |
| -------------------------------------------------- | ------- | ----- | ----- |
| Democrazia Cristiana                               | 120 526 | 56,11 | 3     |
| Blocco Nazionale                                   | 30 740  | 14,31 | 1     |
| Fronte Democratico Popolare                        | 27 915  | 13,00 | –     |
| Partito Nazionale Monarchico - Alleanza del Lavoro | 14 775  | 6,88  | –     |
| Movimento Sociale Italiano                         | 6 614   | 3,08  | –     |
| Unità Socialista                                   | 5 762   | 2,68  | –     |
| Partito Repubblicano Italiano                      | 3 278   | 1,53  | –     |
| Partito dei Contadini d'Italia                     | 2 252   | 1,05  | –     |
| Blocco Popolare Unionista                          | 1 489   | 0,69  | –     |
| Partito Cristiano Sociale                          | 892     | 0,42  | –     |
| Movimento Nazionalista per la Democrazia Sociale   | 553     | 0,26  | –     |
| Totale                                             | 214 796 | 100   | 4     |

### Circoscrizione Napoli-Caserta
| Liste                                                          | Voti      | %     | Seggi |
| -------------------------------------------------------------- | --------- | ----- | ----- |
| Democrazia Cristiana                                           | 654 166   | 50,84 | 17    |
| Fronte Democratico Popolare                                    | 263 765   | 20,50 | 7     |
| Partito Nazionale Monarchico - Alleanza del Lavoro             | 167 015   | 12,98 | 4     |
| Blocco Nazionale                                               | 64 385    | 5,00  | 1     |
| Movimento Sociale Italiano                                     | 59 692    | 4,64  | 1     |
| Unità Socialista                                               | 41 525    | 3,23  | 1     |
| Partito Repubblicano Italiano                                  | 11 941    | 0,93  | –     |
| Movimento Nazionalista per la Democrazia Sociale               | 6 859     | 0,53  | –     |
| Partito Democratico Indipendente Pensionati                    | 2 845     | 0,22  | –     |
| Blocco Popolare Unionista                                      | 2 344     | 0,18  | –     |
| Partito Comunista Internazionalista                            | 1 783     | 0,14  | –     |
| Fronte degli Italiani                                          | 1 488     | 0,12  | –     |
| Partito Monarchico del Mezzogiorno                             | 1 445     | 0,11  | –     |
| Unione Movimenti Federalisti                                   | 1 369     | 0,11  | –     |
| Partito Cristiano Sociale                                      | 1 294     | 0,10  | –     |
| Partito Demolaburista Italiano                                 | 1 070     | 0,08  | –     |
| Ente Nazionale per il Risanamento Sociale                      | 1 051     | 0,08  | –     |
| Gruppo Indipendente                                            | 966       | 0,08  | –     |
| Concentrazione Nazionale Combattenti Uniti                     | 590       | 0,05  | –     |
| Blocco Lavoratori Tecnici per la Ricostruzione del Mezzogiorno | 539       | 0,04  | –     |
| Movimento Unità d'Italia                                       | 524       | 0,04  | –     |
| Totale                                                         | 1 286 656 | 100   | 31    |

### Circoscrizione Benevento-Avellino-Salerno
| Liste                                              | Voti    | %     | Seggi |
| -------------------------------------------------- | ------- | ----- | ----- |
| Democrazia Cristiana                               | 399 436 | 49,82 | 11    |
| Fronte Democratico Popolare                        | 128 401 | 16,02 | 3     |
| Blocco Nazionale                                   | 101 177 | 12,62 | 2     |
| Partito Nazionale Monarchico - Alleanza del Lavoro | 93 947  | 11,72 | 2     |
| Movimento Sociale Italiano                         | 21 607  | 2,70  | –     |
| Movimento Nazionalista per la Democrazia Sociale   | 19 327  | 2,41  | –     |
| Unità Socialista                                   | 18 979  | 2,37  | –     |
| Partito Repubblicano Italiano                      | 10 866  | 1,36  | –     |
| Partito Cristiano Sociale                          | 2 757   | 0,34  | –     |
| Blocco Popolare Unionista                          | 1 950   | 0,24  | –     |
| Unione Movimenti Federalisti                       | 1 860   | 0,23  | –     |
| Partito dei Contadini d'Italia                     | 1 147   | 0,14  | –     |
| Movimento Unità d'Italia                           | 242     | 0,03  | –     |
| Totale                                             | 801 696 | 100   | 18    |

### Circoscrizione Bari-Foggia
| Liste                                              | Voti    | %     | Seggi |
| -------------------------------------------------- | ------- | ----- | ----- |
| Democrazia Cristiana                               | 433 685 | 48,06 | 12    |
| Fronte Democratico Popolare                        | 273 434 | 30,30 | 7     |
| Blocco Nazionale                                   | 84 073  | 9,32  | 2     |
| Partito Nazionale Monarchico - Alleanza del Lavoro | 44 285  | 4,91  | 1     |
| Unità Socialista                                   | 29 649  | 3,29  | –     |
| Movimento Sociale Italiano                         | 17 146  | 1,90  | –     |
| Partito Repubblicano Italiano                      | 8 019   | 0,89  | –     |
| Blocco Popolare Unionista                          | 3 131   | 0,35  | –     |
| Movimento Nazionalista per la Democrazia Sociale   | 3 044   | 0,34  | –     |
| Partito Cristiano Sociale                          | 2 740   | 0,30  | –     |
| Maglio                                             | 1 642   | 0,18  | –     |
| Partito Demolaburista Italiano                     | 1 188   | 0,13  | –     |
| Fronte degli Italiani                              | 311     | 0,03  | –     |
| Totale                                             | 902 347 | 100   | 22    |

### Circoscrizione Lecce-Brindisi-Taranto
| Liste                                              | Voti    | %     | Seggi |
| -------------------------------------------------- | ------- | ----- | ----- |
| Democrazia Cristiana                               | 329 508 | 49,38 | 9     |
| Fronte Democratico Popolare                        | 144 100 | 21,59 | 4     |
| Blocco Nazionale                                   | 91 862  | 13,77 | 2     |
| Partito Nazionale Monarchico - Alleanza del Lavoro | 40 661  | 6,09  | 1     |
| Unità Socialista                                   | 25 264  | 3,79  | –     |
| Movimento Sociale Italiano                         | 21 922  | 3,29  | –     |
| Partito Repubblicano Italiano                      | 5 316   | 0,80  | –     |
| Movimento Nazionalista per la Democrazia Sociale   | 4 094   | 0,61  | –     |
| Partito Cristiano Sociale                          | 2 665   | 0,40  | –     |
| Blocco Popolare Unionista                          | 1 346   | 0,20  | –     |
| Movimento Unità d'Italia                           | 556     | 0,08  | –     |
| Totale                                             | 667 294 | 100   | 16    |

### Circoscrizione Potenza-Matera
| Liste                                              | Voti    | %     | Seggi |
| -------------------------------------------------- | ------- | ----- | ----- |
| Democrazia Cristiana                               | 142 942 | 48,41 | 4     |
| Fronte Democratico Popolare                        | 75 532  | 25,58 | 2     |
| Unità Socialista                                   | 24 621  | 8,34  | –     |
| Blocco Nazionale                                   | 23 108  | 7,83  | –     |
| Partito Nazionale Monarchico - Alleanza del Lavoro | 16 571  | 5,61  | –     |
| Movimento Sociale Italiano                         | 6 974   | 2,36  | –     |
| Partito Repubblicano Italiano                      | 3 101   | 1,05  | –     |
| Partito Cristiano Sociale                          | 1 849   | 0,63  | –     |
| Movimento Nazionalista per la Democrazia Sociale   | 598     | 0,20  | –     |
| Totale                                             | 295 296 | 100   | 6     |

### Circoscrizione Catanzaro-Cosenza-Reggio Calabria
| Liste                                              | Voti    | %     | Seggi |
| -------------------------------------------------- | ------- | ----- | ----- |
| Democrazia Cristiana                               | 456 714 | 48,76 | 13    |
| Fronte Democratico Popolare                        | 275 943 | 29,46 | 8     |
| Blocco Nazionale                                   | 75 543  | 8,07  | 2     |
| Movimento Sociale Italiano                         | 50 657  | 5,41  | 1     |
| Partito Repubblicano Italiano                      | 30 547  | 3,26  | –     |
| Unità Socialista                                   | 19 304  | 2,06  | –     |
| Partito Nazionale Monarchico - Alleanza del Lavoro | 14 252  | 1,52  | –     |
| Blocco Popolare Unionista                          | 3 536   | 0,38  | –     |
| Movimento Nazionalista per la Democrazia Sociale   | 3 280   | 0,35  | –     |
| Partito Cristiano Sociale                          | 2 459   | 0,26  | –     |
| Partito dei Contadini d'Italia                     | 2 315   | 0,25  | –     |
| Confederazione Italiana dei Liberi Sindacati       | 1 531   | 0,16  | –     |
| Gruppo Politico La Destra                          | 586     | 0,06  | –     |
| Totale                                             | 936 667 | 100   | 24    |

### Circoscrizione Catania-Messina-Siracusa-Ragusa-Enna
| Liste                                                | Voti      | %     | Seggi |
| ---------------------------------------------------- | --------- | ----- | ----- |
| Democrazia Cristiana                                 | 567 827   | 49,33 | 15    |
| Fronte Democratico Popolare                          | 220 202   | 19,13 | 5     |
| Partito Nazionale Monarchico - Alleanza del Lavoro   | 100 763   | 8,75  | 2     |
| Blocco Nazionale                                     | 95 193    | 8,27  | 2     |
| Unità Socialista                                     | 76 444    | 6,64  | 2     |
| Movimento Sociale Italiano                           | 32 003    | 2,78  | –     |
| Unione Movimenti Federalisti                         | 26 402    | 2,29  | –     |
| Partito Repubblicano Italiano                        | 19 999    | 1,74  | –     |
| Partito Cristiano Sociale                            | 3 827     | 0,33  | –     |
| Concentrazione Nazionale Combattenti Uniti           | 2 019     | 0,18  | –     |
| Gruppo Politico La Destra                            | 1 593     | 0,14  | –     |
| Fronte Unico Anticomunista - Risveglio Nazionale     | 1 444     | 0,13  | –     |
| Movimento Nazionalista per la Democrazia Sociale     | 1 396     | 0,12  | –     |
| Movimento Nazionale Sinistrati Danneggiati di Guerra | 1 179     | 0,10  | –     |
| Movimento Unità d'Italia                             | 726       | 0,06  | –     |
| Totale                                               | 1 151 017 | 100   | 26    |

### Circoscrizione Palermo-Trapani-Agrigento-Caltanissetta
| Liste                                              | Voti      | %     | Seggi |
| -------------------------------------------------- | --------- | ----- | ----- |
| Democrazia Cristiana                               | 495 627   | 46,31 | 13    |
| Fronte Democratico Popolare                        | 243 886   | 22,79 | 6     |
| Partito Nazionale Monarchico - Alleanza del Lavoro | 96 600    | 9,03  | 2     |
| Blocco Nazionale                                   | 79 968    | 7,47  | 2     |
| Partito Repubblicano Italiano                      | 45 658    | 4,27  | 1     |
| Movimento Sociale Italiano                         | 38 040    | 3,55  | 1     |
| Unità Socialista                                   | 32 672    | 3,05  | –     |
| Unione Movimenti Federalisti                       | 20 638    | 1,93  | –     |
| Partito Patria e Libertà                           | 3 178     | 0,30  | –     |
| Blocco Popolare Unionista                          | 2 878     | 0,27  | –     |
| Fronte Antibolscevico Italiano                     | 2 756     | 0,26  | –     |
| Partito Cristiano Sociale                          | 2 236     | 0,21  | –     |
| Movimento Nazionalista per la Democrazia Sociale   | 2 057     | 0,19  | –     |
| Partito Demolaburista Italiano                     | 1 788     | 0,17  | –     |
| Concentrazione Nazionale Combattenti Uniti         | 1 126     | 0,11  | –     |
| Gruppo Politico La Destra                          | 651       | 0,06  | –     |
| Partito dei Contadini d'Italia                     | 457       | 0,04  | –     |
| Totale                                             | 1 070 216 | 100   | 25    |

### Circoscrizione Cagliari-Sassari-Nuoro-Oristano
| Liste                                              | Voti    | %     | Seggi |
| -------------------------------------------------- | ------- | ----- | ----- |
| Democrazia Cristiana                               | 309 153 | 51,20 | 9     |
| Fronte Democratico Popolare                        | 122 527 | 20,29 | 3     |
| Partito Sardo d'Azione                             | 61 928  | 10,26 | 1     |
| Blocco Nazionale                                   | 52 324  | 8,66  | 1     |
| Unità Socialista                                   | 22 401  | 3,71  | –     |
| Movimento Sociale Italiano                         | 16 745  | 2,77  | –     |
| Partito Nazionale Monarchico - Alleanza del Lavoro | 9 872   | 1,63  | –     |
| Partito Repubblicano Italiano                      | 3 803   | 0,63  | –     |
| Partito Democratico Indipendente Pensionati        | 1 965   | 0,33  | –     |
| Lega Sarda                                         | 1 117   | 0,18  | –     |
| Movimento Nazionalista per la Democrazia Sociale   | 1 066   | 0,18  | –     |
| Movimento Cattolico Indipendente                   | 961     | 0,16  | –     |
| Totale                                             | 603 862 | 100   | 14    |

### Circoscrizione Valle d'Aosta
| Liste                                        | Voti   | %     | Seggi |
| -------------------------------------------- | ------ | ----- | ----- |
| Democrazia Cristiana                         | 28 737 | 58,93 | 1     |
| Fronte Democratico Progressista Repubblicano | 14 482 | 29,70 | –     |
| Concentrazione Rurale Indipendente Aosta     | 2 906  | 5,96  | –     |
| Unione Socialista Indipendente               | 2 637  | 5,41  | –     |
| Totale                                       | 48 762 | 100   | 1     |